# Мидийци
Мидийците (или още мадаи) са етнос от индо-ирански произход, населявали западните и северозападните части на днешен Иран. През 7 век пр.н.е. (преди нашествието на персите) те успяват да създадат империя, простираща се от Аран (днешен Азербайджан) до Централна Азия и Афганистан.

## Произход
Днешните кюрди се смятат за техни наследници. Историческите данни обаче сочат, че те са по-скоро предшественици на мидийците, тъй като участват активно в по-ранни процеси в земите на Северозападна Месопотамия от времето на държавата Митани (16 век пр.н.е.) и т.нар. хурито-митанийски арии, прочути с бойните си колесници. Асирия е подчинена на Митани до 13 век пр.н.е., когато успява да достигне до унищожителен военен реванш. След тези събития Асирия става господар на хурито-митанийското пространство.
Началото в разселването на иранските народи в западна посока, което все още не носи характер на завоевание, се отнася към 12 – 11 век пр.н.е. Според асирийските надписи иранските формации на мидийци и перси (мада и парсуа) вече се споменават в земи до езерата Ван и Урмия през 9 век пр.н.е. След втората половина на 8 век пр.н.е. иранскоговорещото население преобладава в много области на историческия Западен Иран.
Миграцията на иранските народи и днес е дискусионен въпрос. Има становище, че т.нар. западни иранци (мидийци и перси) са проникнали през кавказкото пространство от север на юг по западния бряг на Каспийско море (виж и курганна култура). Друга теза отстоява мнението, че иранският център се е намирал в земите на Средна Азия или Източен Иран от Голям Иран и по-специално Бактрия. Според нея мидийците (мадаи – „опиянени в бой“), наричащи себе си и с по-широкото родово име арийци, потеглят от бреговете на реките Оксус (Амударя) и Яксарт (Сърдаря) към високото Иранско плато, чиято западна част завладяват. (Следва да се отбележи, че това е маршрутът на източноиранската миграция през 8 – 7 век пр.н.е., в лицето на кимерийци и скити, принадлежащи към народите от сакски тип.)

## Държавност
С овладяване на земите в Западен Иран мидийците образуват отначало малки княжества, независими едно от друго, и през 8 век пр.н.е. асирийските царе ги покоряват лесно. В края на същия век възникват по-крупните политически обединения („Мана“). Тази мидийска зона, формално подчинена на асирийците, става обект на политически спор между Асирия и Урарту.
Херодот изброява имената на няколко мидийски владетеля: Дейоксес, Фраорт, Киаксар, Астиаг.
Налагането на мидийското начало е придружено от редица проблеми. В края на 8 век пр.н.е. положението в Предна Азия се усложнява с появата на 2 родствени миграционни потока – кимерийци и скити. Те започват да влияят върху политическото съотношение на местните сили.

### Империя
Възползвайки се от сблъсъка между кимерийци и асирийци, мидийците начело с Хшатрита (Фраорт) отхвърлят асирийската власт (673 г. пр.н.е.) Това полага начало на обединението на мидийските племена. Асирийската дипломация успява да спечели на своя страна скитите, които отварят втори фронт срещу мидийците. Хшатрита пада убит, а в периода 653 – 625 г. пр.н.е. на мидийския трон се възкачват скитски владетели.
През втората половина на 7 век пр.н.е. Увахшатра Киаксар, син на Хшатрита (Фраорт), основава голяма мидийска империя със столица Екбатана. Той нанася поражение на скитите, завладява старата асирийска столица Ашур (614 г. пр.н.е.) и новата столица Ниневия (612 г. пр.н.е.) Асирийците се укрепяват в град Харан в очакване на египетска военна помощ. Тогава се намесва вавилонският владетел Навуходоносор II. Така с помощта на Вавилония Мидия разпространява властта си на запад до пределите на Лидия.
В пределите на Мидийската империя попада коренната територия на Асирия (Северна Месопотамия). Киаксар предприема териториално разширение на юг и изток, като покорява персите, както и земите на Партия и Хиркания, югоизточно от Каспийско море. Около 593 г. пр.н.е. са покорени Урарту и базата на скитите в Сакасена. През 590 г. пр.н.е. цяла Кападокия е под мидийски контрол.
Мидийската империя не съществува дълго, но тя поставя културните основи на ранната иранска държавност, която по-късно е наследена от персите. При относително миролюбивия цар Астиаг (Ищумегу) (584 – 550 г. пр.н.е.), приемник на Киаксар, е подчинена древната държава Елам, която преди това е под зависимост от Вавилония. Това води до рязко влошаване на отношенията между Мидия и Вавилония.
От нарушаването на политическия климат между двете се възползват персите, чиито претенции достигат до мидийския трон. В резултат и на дворцовите интриги, насърчавани от съсловието на мидийските жреци-маги, мидийците губят своето първенство в държавата. Около средата на 6 век пр.н.е. Кир Велики – наследникът на персийски аристократ от рода Ахемениди и мидийската принцеса Мандане и внук на мидийския цар Астиаг, завладява Мидийското царство и превзема столицата му Екбатана. След този акт Кир II Велики налага хегемонията на персите почти над цяла Предна Азия.

## Мидийски език
Мидийският език е сравнително непознат като самостоятелна фиксация. Лингвистичните данни показват, че той е близък с този на персите. Ираноезичната обща база го поставя в диалектна близост и с другите основни групи от иранското езиково семейство (виж ирански езици). Върху тази етнокултурна близост се смята, че мидийският е бил доста близък и със скитския (Scythian) и авестийския (Avestan) език.

## Мидийски племена
Херодот изброява названията на 6 мидийски племена (групи):
- бузае – смята се, че названието идва от персийския израз buza, означаващ „неирански“;
- параетацени, или парае-так-(ени) от персийски;
- струкхат;
- аризанти – наименованието идва от Arya (благороден) и Zantu (племе, задруга);
- будии;
- маги.

Особено значимо е 6-ото племе на магите, т.е на магьосниците. Той представлява наследствена привилегирована каста от свещеници, учени, гадатели, астрономи, астролози, лечители и др., която обслужва владетелската институция в духовен план. Основните възгледи носят белезите на културно-религиозен синкретизъм, отразил сложните отношения между различни религиозни традиции, с които влиза в контакт светът на мидийците. Особено силно влияние оказват заварените месопотамски традиции.

## Възгледи на магите
В исторически план учението на мидийските маги има предзороастрийски характер. Времето на реформатора Заратустра (6 век пр.н.е.) не е настъпило дори там, където той се появява за първи път – в Средна Азия (Източен Иран). Олтарите на Огъня (Нушиджан – 8 век пр.н.е.) показват, че преклонението пред този природен феномен сред иранците също има предзороасрийски генезис.
Религията на древните маги носи месопотамски белези, а те са най-тясно свързани с планетарната астрология, типична за Асирия и Вавилония. Върху тези религиозни влияния в иранския свят възниква религията, наречена Зурванизъм (зерванизъм) по името на Върховния бог Зурван-Акарана (Зерван), апотеоз на Безкрайното време. Тя е традиционно придружена от силни астрономични и календарни практики. В нейния обхват попада учението за Четирите елемента – стълб в учението на древните мидийски маги.
Мнението, че зурванизмът произхожда от религията зороастрианизъм, вече е отхвърлено окончателно. Докато в религията на Зурван е налице култ към Седемте планети, то според зороастризма планетите произтичат от Световното зло. Изключение правят Слънцето и Луната, които имат за прокълнати двойници т.нар. Черно слънце и Черна луна. До времето на късните Сасаниди тези 2 системи си взаимодействат дуалистично, в резултат на което се развиват и някои смесени митологични версии.
Първия удар върху религията на мидийските маги нанася персиецът Дарий I (522 – 481 г. пр.н.е.), когато на 29 септември 522 г. пр.н.е. идва на власт чрез преврат. Обектът на унищожение е именно жреческото съсловие на мидийците, което се опитва да влияе върху политическите процеси в полза на мидийската кауза около сложната съдба на братята Камбис II и Бардия.
Втория удар върху мидийската религиозна традиция нанася приемникът му Ксеркс (484 – 465 г. пр.н.е.), който се стреми да утвърди зороастрийската религия, възприета и доразвита от персите, чрез изтласкване на другите учения и унищожаване на култовите им сгради. По негово време са предприети масови изселвания на маги към имперските периферии.
С времето религията на магите мидийци в Иран е потисната, отстъпвайки място на догматизирания зороастризъм, макар нейните практики да присъстват дори в двора на късните Сасаниди. Влиянието на мидийската религиозна традиция намира други гнезда в диаспората на иранския свят (Мала Азия и Средна Азия), където остава дълго време съхранена. Именно в тези земи учението на Мани, известно като манихейство, което наследява някои водещи представи от религията на Зерван, намира по-здрава почва, за да достигне посредством павликяните, богомилите и патарените до Западна Европа и да се наложи за противодействие да бъде учредена Инквизицията (виж също Саладин и Карамания).